# Ranulf de Blondeville
Ranulf de Blondeville, sisè comte (earl) de Chester i primer comte (earl) de Lincoln. (1172–1232), conegut en algunes referències com el quart comte de Chester (el segon llinatge del títol, després de la línia familiar original, es va trencar després del segon comte), era un dels barons anglo-normands de la vella escola dels que la lleialtat a la dinastia angevina era consistent però condicionada a rebre favors lucratius. Se'l descriu com quasi "l'última relíquia de la gran aristocràcia feudal de la Conquesta".

## Primers anys
Ranulf, nascut el 1172, era el fill d'Hugh de Kevelioc i Bertrada de Montfort d'Evreux. Es diu que era petit en l'estatura física.
Va rebre el comtat (earldom) de Chester (com el seu pare abans que ell) sent menor (nou anys) i assolia la seva majoria el 1187, que li donava control de les seves propietats a Anglaterra i Normandia.

## Cronologia de la carrera de Ranulf

### Primers anys de carrera
El 1189, amb disset anys, estava casat amb Constància de Bretanya, la vídua de Geoffroi II Plantagenet, fill d'Enric II d'Anglaterra, i la mare d'Artur I de Bretanya, amb qui Joan sense Terra disputava la successió. Enric no confiava en la duquessa i la volia casada amb un magnat en qui podria confiar. El matrimoni va donar a Ranulf el control del Comtat de Richmond i el govern del ducat de Bretanya, però no fou un èxit i es van separar.
El 1196, el rei Ricard Cor de Lleó va designar al jove Artur de 9 anys com el seu hereu, i els convocava a ell i la seva mare, la duquessa Constància, a Normandia. Constància va sortir de Nantes i va viatjar cap a Rouen. En el camí fou segrestada pel seu marit. Ricard, furiós, va anar a Bretanya al front d'un exèrcit, amb intenció de rescatar el seu nebot del perill de córrer la mateixa sort. Artur però fou agafat en secret pel seu tutor i portat a la cort de França del rei Lluís VIII, fill del rei francès Felip August.
El 1199, Constància es va escapar del seu marit i el seu matrimoni es dissolia sota causa de deserció.
El 1200 Ranulf consolidava el seu poder a Normandia casant-se amb Clemència de Fougères; era la filla de Guillem de Fougères, vídua d'Alan de Dinant, i germana de Geoffrey de Fougères. S'havia oposat al cop d'estat intentat per Joan el 1193–1194, i havia retingut molts contactes amb partidaris del seu anterior fillastre Artur. Va passar la majoria del temps entre 1199 i 1204 a França i la seva lleialtat continuada era comprada per Joan sense Terra amb més patronatge. Tanmateix el rei sospitava del comte, potser amb una mica de raó. A l'hivern de 1204-1205, Ranulf, considerat sospitós de tractes amb els rebels gal·lesos i de rebel·lió d'ell mateix, va veure temporalment confiscades pel rei les seves extenses propietats. Aquest episodi aparentment convencia Ranulf de mostrar lleialtat en el futur. Després se'l va omplir de favors reials. A canvi va lluitar en les guerres gal·leses de Joan de 1209–1212; ajudava assegurar la pau amb el papa el 1213–1214, i era amb el rei al Poitou el 1214.
Lleial al rei el 1215–1216, era un dels pocs magnats presents a l'atorgament de la Carta Magna de 1215. Va tenir un paper militar principal en la guerra civil en virtut de les seves extenses propietats extenses i nombrosos castells. Ranulf estava amb William Marshal i els comtes de Derby i Warwick, amb el rei, mentre l'altra noblesa de la terra estava amb l'enemic o romania distant del conflicte.

### Regència
A la mort de Joan el 1216, la influència de Ranulf va augmentar més. Hi havia l'expectativa a Gloucester que Ranulf competiria per la regència del jove Enric III d'Anglaterra. Els esdeveniments es movien de pressa a Gloucester, on William Marshall i el jove rei es trobaven en absència de Ranulf. Marshal es va presentar i se li va oferir la regència +er la noblesa i els clergues reunits a Gloucester abans de l'arribada de Ranulf. Hi havia preocupació que Ranulf podrà objectar la decisió, però quan va arribar (29 d'octubre de 1216) manifestava que no volia ser regent, i així desapareixia qualsevol conflicte potencial.
Se'l va nomenar el 1215 senyor del Comtat de Lancashire amb el poder de nomenar xèrifs. Fou també xèrif suprem de Lancashire, xèrif suprem de Staffordshire i xèrif suprem de Shropshire el 1216.

### Campanya de 1217
Abans de la mort de Joan, els barons rebels havien ofert el tron d'Anglaterra a Lluís, l'hereu al tron francès. Lluís havia envaït el país durant l'estiu de 1216 i havia pres Winchester. De Blondeville posava el seu pes polític darrere, reescrivint la Carta Magna el 1216 i el 1217; la seva experiència militar va ser utilitzada per derrotar els rebels a Lincoln el 1217. Ranulf estava basat en les terres mitjanes del nord i fou acusat d'aturar els barons del nord que es volien unir a Lluís al sud.
El Comte decidia combinar les preocupacions personals amb les del país atacant a Saer De Quincy, primer comte de Winchester, a Mountsorrel al Leicestershire, des d'on els predecessors del comte de Winchester havien destituït l'avi de Ranulf, Ranulf de Gernon. Lluís fou persuadit pel comte de Winchester d'enviar una força d'alleujament al castell. Quan arribaren ja havien desaparegut Blondeville i la força reialista. De fet s'havien dirigit a Lincoln per enfrontar una força francesa que assetjava el castell allí.
William Marshal amb el seu exèrcit principal a Northampton també feia marxa cap a la ciutat, i a la batalla de Lincoln del 1217, entre el realistes encapçalats per William Marshal i Ranulf de Blondeville i les forces franceses i els seus aliats, els primers van aconseguir la victòria i van capturar quaranta-sis barons i als comtes de Winchester i Hereford a més del comte de Lincoln últimament creat pel rei francès LLuís. Després de la batalla, i en reconeixement del seu suport, Ranulf fou creat comte (earl) de Lincoln pel rei Enric III d'Anglaterra, el 23 de maig de 1217.

### Cinquena Croada
El 1218, Ranulf de Blondeville decidia complir la promesa que havia fet tres anys abans, i va marxar a l'Orient Mitjà. Es va trobar amb el comte de Nevers i el comte de La Marca a Gènova, acompanyat pels comtes de Derby, Arundel i Winchester. Llavors navegaren cap a Egipte i el Nil. Un hivern glacial fou seguit per un estiu que cremava que afectava greument la moral dels croats. Durant el setembre de 1219, el soldà, cansat del conflicte a la vora de Damiata, oferia un inesperat regal als croats - Betlem, Nazaret, Jerusalem i Palestina central i Galilea, a canvi d'abandonar qualsevol atac a Egipte. El comte Ranulf era una de moltes veus en suport d'acceptar l'oferta, i li donaven suport els seus iguals anglesos. Tanmateix, Pelagi, el Patriarca de Jerusalem, i els ordes militars, no ho volien. Finalment rebutjaren l'oferta i el 5 de novembre trobaven les muralles de Damiata mal defensades, i atacaven i asseguraven la ciutat. Quan va arribar l'hivern l'exèrcit estava malcontent. El comte Ranulf deixava Damiata el setembre de 1220 amb els seus col·legues anglesos deixant darrere una força sota el comandament de Pelagi i els Ordes militars. Al fracassar la croada va tornar a Anglaterra per trobar el seu rival, William Marshal, mort, i el govern a les mans d'Hubert de Burgh.

### Darrers anys
Des de 1220 a 1224, les tensions augmentaven entre oficials governamentals i vells lleials del rei Joan. Això albirava un conflicte obert a l'hivern de 1223-1224 quan Ranulf, entre d'altres, breument va intentar resistir a la política de Burgh de represa de sheriffdoms i castells reials. Ranulf va construir el castell de Bolingbroke prop de Spilsby al Lincolnshire al voltant de 1220, més tard el lloc de naixement d'Enric IV d'Anglaterra, així com el castell de Chartley al Staffordshire, i el castell de Beeston al Cheshire. Ranulf fou fet breument castellà del castell de Wallingford. Va fer una aliança amb Llywelyn el Gran, la filla del qual, Elen, es va casar amb el nebot i hereu de Ranulf, Joan l'Escocès, vers el 1222.
Els anys finals de Ranulf de Blondeville el van veure actuant com un vell estadista, que va organitzar la restauració de la Carta Magna el 1225, jugant un paper prominent en la disputa del 1227 sobre drets de bosc i, com a veterà, dirigint l'exèrcit d'Enric III en la desafortunada expedició al Poitou de 1230-1231. Va dirigir la campanya després de la mort de William Marshall "el Jove". Va mostrar vigor i va fer un avanç cap a l'Anjou, però al final de juny els francesos havien arribat a la frontera bretona. Ranulf va acabar la campanya amb una treva amb el rei de França per tres anys, fins al 1234.
El comte Ranulf tenia en compte el seu avantatge personal. El 1220 algunes de les seves propietats evitaren l'impost del carretatge; el 1225 no es va recaptar a Cheshire; i el 1229 reeixidament va resistir al recaptador fiscal eclesiàstic. El seu únic fracàs essencial, en vellesa, fou no evitar l'embargament de 1232 del quart de les seves terres.

## La mort de Ranulf
Ranulf va morir el 26 d'octubre de 1232, amb seixanta anys. Les seves vísceres foren enterrades al Castell de Wallingford, el seu cor a l'abadia de Dieu Lacres (que havia fundat), i la resta del seu cos a Saint Werburg a Chester. Les seves diverses propietats es dividiren entre les seves quatre germanes Matilda (Maud), Mabel, Agnes (Alícia), i Hawisa com a cohereves.
La segona germana de Ranulf, Mabel, i la seva germana més major Matilda (Maud) participaren en les diverses propietats amb les seves altres germanes. La tercera germana de Ranulf Agnes (Alícia) va heretar, junt amb una porció en unes altres propietats amb les seves germanes, la terra entre el Ribble i els riu de Mercy, el Castell de Powis prop de Welshpool al País de Gal·les, el castell de Chartley, Staffordshire, i una terra a Bugbrooke, Northamptonshire. La germana més jove de Ranulf, Hawisa va heretar l'honor i castell de Bolingbroke, i unes altres propietats grans com Lindsey i Halland a Lincolnshire, i una porció d'altres propietats amb les seves germanes.
Abans de la mort de Ranulf, tanmateix, també havia fet Hawisa, la seva germana més jove una donació inter vivos, després de rebre dispensa de la corona, del comtat de Lincoln. L'abril de 1231 li concedia el títol per una carta formal sota el seu segell, que fou confirmada pel rei Enric III d'Anglaterra. Se la investia formalment com suo jure primera comtessa de Lincoln, el 27 d'octubre de 1232, l'endemà de la mort de Ranulf. Va tenir el comtat de Lincoln menys d'un mes, perquè llavors, amb el consentiment del rei, en va fer donació inter vivos a la seva filla Margaret de Quincy i al seu gendre John de Lacy, que fou segon comte de Lincoln, i foren formalment invertits pel rei Enric III com a comtessa i comte de Lincoln el 23 de novembre de 1232.
A la seva mort el comtat de Ranulf de Chester fou heretat per la seva germana més gran Matilde o Maud de Chester. Menys d'un mes més tard, amb el consentiment del rei, Matilde cedia inter vivos l'Earldom al seu fill Joan l'Escocès que es convertia en comte de Chester per dret de la seva mare. Fou formalment investit per rei Enric III com a comte de Chester el 21 de novembre de 1232. Es convertia en comte de Chester en el seu propi dret a la mort de la seva mare sis setmanes més tard el gener de 1233.